# Vaterapfel
Der Vaterapfel ist eine Sorte des Kulturapfels (Malus domestica). Der Apfel ist eine hessische Lokalsorte aus dem Gebiet zwischen Naumburg und Kaufungen, südlich und südwestlich von Kassel. Die Sorte wurde von der Aktion „Hessische Lokalsorte des Jahres“ zur Streuobstsorte des Jahres 2014 gewählt, um das pomologische kulturelle Erbe in Hessen zu erhalten. Hierzu werden Jungbäume von kooperierenden Baumschulen angezogen und für Neupflanzungen angeboten. Der Vaterapfel hat eine rosa Deckfarbe auf blassgelbem Grund. Er hat mittelfestes Fruchtfleisch, wird aber bald mürbe.

## Herkunft
Die Geschichte des Vaterapfels ist weitgehend unbekannt. Die erste Erwähnung erfolgte 1794 von J. L. Christ und dann erst wieder 1942 in einem Sortenverzeichnis der Provinz Hessen-Nassau. Pomologen konnten ihn um das Jahr 2010 in der hessischen Region um Holzhausen am Hahn und an Einzelstandorten in Nordhessen wiederentdecken. In den genannten Regionen ist der Sortenname noch bekannt, was auf eine frühere, lokale Vermehrung hindeutet.

## Baumform und Anfälligkeiten
Die Krone des Baumes ist breit pyramidal. Der Vaterapfel wächst von Anfang an stark, wird auch später nicht schwach und entwickelt so große und besonders gesunde Bäume. Mit einem regelmäßigen Schnitt ist eine Erziehung als Halb- oder Hochstamm möglich. Trotz leicht steigender Alternanz sind gute Erträge zu erwarten. Die Sorte hat keine besonderen Ansprüche bezüglich Klima oder Boden und kann damit auch für Streuobstwiesen empfohlen werden.
Der Baum ist sehr robust und weder für Frost noch für Krankheiten anfällig, insbesondere scheint eine gute Widerstandsfähigkeit gegen Pilzkrankheiten (Schorf und Obstbaumkrebs) zu bestehen. Blattläuse und Mehltau können gelegentlich auftreten.

## Reife und Verwendung
Der mittelfrüh blühende Vaterapfel ist mit dem Reifedatum Oktober ein Herbstapfel und auch nur bis Januar (dann bereits mürbe) haltbar. Die geringe Säure der Äpfel ergibt keine brauchbaren Obstsäfte, nur mit anderen, passenden Sorten gemeinsam kann diese Nutzung erfolgen. Damit ist der Vaterapfel allerdings doch eine gute Wirtschaftssorte. Das Fruchtfleisch ist zuerst mittelfest, auf ungünstigen Standorten leidet das Aroma, die Sorte ist allgemein säurearm und aromatisch gewürzt.

## Fruchtbeschreibung

### Form und Größe
Die Frucht des Vaterapfels ist mittelgroß, die Form ist ungleichhälftig, rundlich bis hochgebaut und auf der Kelchseite bauchig und mittelstark gerippt. Die Schale ist glatt und trocken, mit einer grüngelben Grundfarbe, die später blassgelb wird. Die Deckfarbe tritt nur selten auf und ist stielseits verwaschen rosarot. Die Schale ist duftet stark nach Rosen, ist mitteldick und druckfest. Es sind zahlreiche braune, teils grün umfasste Lentizellen zu finden.

### Kelch
Der Kelch ist kleiner und eher geschlossen. Die Kelchblätter sind schmal und berühren sich am Grunde. Die Kelchgrube ist stärker eingesenkt und mit Falten und leichten Rippen versehen. Die Lentizellen gehen zum Kelch hin in Strich-Rost über.

### Stiel
Der Stiel ist am Ursprung fleischig und dick und wird oft durch eine kleine Fleischnase zur Seite gedrückt. Der restliche Stiel ist holzig, dünn und rotbraun gefärbt. Die Stielgrube ist mitteltief, eng und hellbraun berostet.

### Kernhaus
Das Kernhaus befindet sich in der Mitte der Senkrechten, die Achsenhöhlen (Bild) sind zueinander geöffnet. Die Form der Kernhauswände ist bogen- bis ohrenförmig und wattig gerissen. Es gibt nur wenige vollkommen ausgebildete Kerne (Samen), diese sind rundlich und rehbraun.